# Caledopsyche
Caledopsyche (лат.) — род ручейников семейства гидропсихиды (Hydropsychidae) подотряда Annulipalpia.

## Распространение
Новая Каледония.

## Описание
Средней величины ручейники, длина тела около 1 см. Проэпистернальные щетинковые бородавки развиты; есть поперечная жила переднего крыла m-cu, расположенная далеко от поперечной жилки cu. Производные первичные признаки включают преанальные придатки, уменьшенные до щетинистых бородавок или поверхностей; медиальная ячейка заднего крыла открыта; поперечная жилка заднего крыла m-cu отсутствует; и число вилок задних крыльев уменьшено (присутствуют 2 и 5). Вторичный родовой признак включает симметричные претарзальные когти, присутствующие на всех ногах, как у самцов, так и у самок. На вертексе 10 щетинковых бородавок, при этом переднемезальная бородавка разделена на пару бородавок. Формула шпор 2-4-4.

## Систематика
Род был впервые выделен в 1953 году на основании типового вида Caledopsyche cheesmanae Kimmins, 1953. Caledopsyche принадлежит к родовому кластеру Hydropsyche и является эндемиком Новой Каледонии. Его легко отличить от Hydropsyche небольшим размером; открытой медиальной ячейкой заднего крыла и уменьшенным количеством вилок в задних крыльях. Валидный статус рода подтверждён в ходе ревизии, проведённой в 2008 году венгерским энтомологом János Oláh (Department of Environmental Management, Tessedik College, Сарваш, Венгрия) с коллегами.
- Caledopsyche atalanta Schefter & Ward, 2002
- Caledopsyche cheesmanae Kimmins, 1953
- Caledopsyche erotos Schefter & Ward, 2002